# Ресон-сюр-Ма
Ресон-сюр-Ма (фр. Ressons-sur-Matz) — коммуна на севере Франции, регион О-де-Франс, департамент Уаза, округ Компьень, кантон Эстре-Сен-Дени. Расположена в 56 км к юго-востоку от Амьена, в 85 км к северо-востоку от Парижа и в 2 км от автомагистрали А1 "Север". Через город протекает небольшая река Ма, приток Уазы.
Население (2018) — 1 692 человека.

## История
Ресон-сюр-Ма расположен в стратегически важном месте, и его не обошли стороной важные события в истории Франции. Первые люди появились в этих местах приблизительно 4000 лет до н.э. Затем здесь поселилось кельтское племя белловаков. После завоевания Галлией Юлием Цезарем население становится галло-римским, а к III веку н.э. эту территорию берут под контроль франки. В 587 году по договору Андело Ресон вошел в состав Бургундии.
В 1096 году первым сеньором де Ресон стал Гуго де Сен-Поль, участник Крестовых походов, соратник Готфрида Бульонского. В 1183 году владелец Ресона продал его королю Филиппу Августу, по приказу которого здесь был построен замок и крепостная стена. В XVI веке поселок был втянут в кровопролитные религиозные войны, одним из вдохновителей которых был уроженец Ресона, инквизитор Антуан де Муши, ярый противник Кальвина. 

## Достопримечательности
- Церковь Святого Людовика с витражами в стиле ар-деко 1924 года, изображающими сцены из жизни Жанны д’Арк

## Экономика
Уровень безработицы (2017) — 17,9 % (Франция в целом — 13,4 %, департамент Уаза — 13,8 %). 

Среднегодовой доход на 1 человека, евро (2018) — 19 970 (Франция в целом — 21 730, департамент Уаза — 22 150).

## Демография
Динамика численности населения, чел.

## Администрация
Пост мэра Ресон-сюр-Ма с 2008 года занимает член партии Республиканцы Ален де Пармантье (Alain De Paermentier). На муниципальных выборах 2020 года возглавляемый им список победил в 1-м туре, получив 74,70 % голосов.
| Период | Период | Фамилия           | Партия        | Примечания            |
| ------ | ------ | ----------------- | ------------- | --------------------- |
| 1965   | 1989   | Роже Лаюр         |               |                       |
| 1989   | 2008   | Бернар Грозей     |               |                       |
| 2008   |        | Ален де Пармантье | Республиканцы | менеджер по логистике |

## Галерея
- Церковь Святого Людовика

1. 1 2  база данных о французских коммунах — Национальный географический институт Франции, 2015.